# Per-Erik Danielsson
Per-Erik Danielsson, född 13 april 1936 i Växjö, död 5 augusti 2024 var en svensk ingenjör. 
Danielsson, som var son till seminarielärare Thure Danielsson och Stina Johansson, utexaminerades från Kungliga Tekniska högskolan 1960 och blev teknologie licentiat 1967. Han var anställd vid Saab AB 1960–1963, vid IBM Svenska AB 1964, vid Försvarets forskningsanstalt (FOA) 1964–1967, var universitetslektor i Lund 1967–1971 samt professor i elautomatik och datamaskinteknik i Linköping från 1972. Han var gästforskare vid IBM i USA 1980–1981 och General Electric i USA 1985–1986. Han har innehaft diverse internationella uppdrag, bland annat som förste vicepresident i International Association for Pattern Recognition 1986–1988. Han har utgivit Digital teknik (1971, 1977 och 1986) samt skrifter i datateknik och bildbehandling. Han blev teknologie hedersdoktor i Linköping 1982 och invaldes som ledamot av Kungliga Ingenjörsvetenskapsakademien 1988.